# Aeroporto de Barreiras
O Aeroporto Dom Ricardo Weberberger (ICAO: SNBR IATA: BRA) está localizado no município de Barreiras, Bahia.
Suas coordenadas são as seguintes: 12°04'45.00"S de latitude e 45°00'34.00"W de longitude. Possui uma pista de 1600 m de asfalto.

## História
O Aeroporto Dom Ricardo Weberberger está localizado no topo da Serra da Bandeira, numa altitude de 746m, em Barreiras, Bahia. É um aeroporto público, administrado pelo Governo do Estado da Bahia e possui uma pista de 1,6 km de asfalto. A área ao redor do aeroporto vista na imagem de satélite do Google Earth mostra as antigas 3 pistas do aeroporto, que permitiam pousos em qualquer direção do vento.
A construção do aeroporto iniciou em 1937, e foi inaugurado em 1940. Tinha quatro pistas de pouso e já foi utilizado como base aérea dos EUA na segunda guerra mundial e um importante ponto de apoio para reabastecimento da aviação civil. Foi desativado em 1964 e então reativado com apenas uma pista. Atualmente estão sendo feitos melhorias e ampliações no aeroporto de Barreiras, com a ampliação da pista de 1,6 quilômetro para 2,3 quilômetros, construção de um parque de abastecimento de aeronaves e um novo pátio de estacionamento.
Foi incluído no grupo dos 20 aeroportos da Bahia do Plano de Desenvolvimento da Aviação Regional (PDAR), criado em 2012, do Governo Federal do Brasil, que visa construir e/ou reformar um total de 270 aeroportos em todo o país.
Trabalhos de reforma envolverão aumentos do terminal de passageiros, que vai mudar completamente por ser atualmente muito pequeno, do pátio de estacionamento das aeronaves e da pista, que vai ser ampliada tanto no seu comprimento quanto na sua largura.

## Características
| Nome                       | Aeroporto Dom Ricardo Weberberger                           |
| Código                     | Barreiras - (IATA: BRA, ICAO: SNBR)                         |
| Categoria                  | 3C                                                          |
| Endereço                   | BA-826 s/nº                                                 |
| Administração              | São Francisco Administração Aeroportuário e Rodoviário Ltda |
| Terminal de passageiros    | 600 m²                                                      |
| Posições de aeronaves      | 2                                                           |
| Dimensões da pista         | 1 600 x 30 metros                                           |
| Altitude                   | 747 metros                                                  |
| Revestimento da pista      | asfalto                                                     |
| Operações                  | VFR                                                         |
| Designativo das cabeceiras | 08/26                                                       |
| Resistência da pista       | 35/F/A/X/T                                                  |
| Coordenadas geográficas    | 12°04'45.00"S/45°00'34.00"W                                 |
| VOR                        | BRR 114.3 MHz                                               |